# Cathedral
Cathedral foi uma banda de doom metal de Coventry, Inglaterra. Nos antigos álbuns a banda fazia um doom metal extremamente lento, e com o passar dos anos foi adotando elementos de rock dos anos 1970, possuindo forte influência do grupo Black Sabbath. Seu álbum de estreia, Forest of Equilibrium, é considerado um clássico do gênero e um dos primeiros do death/doom metal.

## História
A banda foi fundada em 1989 por Lee Dorrian (ex-vocalista dos pioneiros de grindcore, Napalm Death), Mark 'Griff' Griffiths (roadie dos Carcass) e Garry 'Gás' Jennings (ex-membro da banda de thrash metal Acid Reign). No inicio a banda focou-se num estilo heavy e slow doom metal onde o seu primeiro trabalho foi editado através da Rise Above Records, editora independente de Lee Dorrian, antes de assinar com a Earache. Mais tarde, introduziram elementos de progressive rock na sua música quando assinaram com a Columbia Records nos EUA em 1992 (enquanto mantinham contrato com a Earache U.K.).[carece de fontes?] Mais tarde, foram dispensados pela Columbia Records em 1994, continuando com a Earache Records até 2000. Depois assinaram com a Dream Catcher Records onde lançaram o EP Statik Majik e uma tournée. Em 2004 Cathedral assinou com a actual editora Nuclear Blast.
Por se sentir saturado da sub-cultura punk e por não estar satisfeito com o estilo death metal que a sua antiga banda estava a seguir, em 1989, Lee Dorrian abandona Napalm Death. Cathedral formou-se depois do encontro entre Lee Dorrian e Mark Griffiths onde discutiram a sua paixão por bandas de Doom como Candlemass, Dream Death, Pentagram, Trouble, e Witchfinder General.
No atual line-up, Lee Dorrian and Garry 'Gás' Jennings (na guitarra), são os únicos membros originais da banda, sendo que Jennings saíu da banda numa fase inicial para se juntar logo de seguida.
Após a turnê do álbum The Garden of Unearthly Delights, e depois de 2 anos sem notícias, o Cathedral reaparece no Damnation Festival 2009, em Leeds, e Hellfest onde tocaram novas músicas.
Em 2010, o grupo anuncia o lançamento do seu nono disco de estúdio The Guessing Game, lançado em março do mesmo ano pela Nuclear Blast. O disco, o primeiro duplo do grupo, tem algumas auto-referências aos 20 anos do Cathedral.
Em fevereiro de 2011, o vocalista Lee Dorrian anuncia a separação do grupo. "É simplesmente a hora de parar. Vinte anos é muito tempo para uma banda, e foi quase um milagre continuarmos mesmo depois desse tempo todo", disse o cantor em comunicado oficial. No mesmo ano, o grupo anuncia que estará fazendo sua última turnê. O baixista Scott Carlson (Repulsion/Death Breath) substituiu Leo Smee nos shows.
No dia 24 de junho do mesmo ano, o grupo se apresentou em São Paulo, no Manifesto Rock Bar, e no dia seguinte em Varginha, no 13ª Roça'n' Roll. O Cathedral fez seu último show em frente a um pequeno publico em Perth, Australia Ocidental, durante a turnê do Soundwave 2012.
Em abril de 2013 foi lançado seu último disco, The Last Spire.

## Integrantes

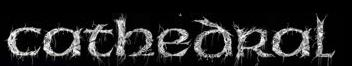
Logotipo da banda.

### Última formação
- Lee Dorrian - vocais (1989-2013)
- Gary Jennings - guitarra (1989-2013)
- Brian Dixon - bateria (1994-2013)
- Scott Carlson - baixo (1995, 2011-2013)

### Membros Anteriores
- Mark Griffiths - baixo (1989-1993)
- Adam Lehan - guitarra  (1989-1994)
- Ben Mochrie - bateria (1989-1991)
- Mike Smail - bateria  (1991-1992)
- Mark Wharton - bateria (1992-1994)
- Leo Smee - baixo (1994-2011)

### Membros de shows
- Victor Griffin - guitarra  (1994)
- Joe Hasselvander - bateria (1994)
- Dave Hornyak - bateria (1995)
- Max Edwards - baixo (2003–2004)

## Discografia
| - Forest of Equilibrium (1991) - The Ethereal Mirror (1993) - The Carnival Bizarre (1995) - Supernatural Birth Machine (1996) - Caravan Beyond Redemption (1998) - Endtyme (2001) - The VIIth Coming (2002) - The Garden of Unearthly Delights (2005) - The Guessing Game (2010) - The Last Spire (2013) - In Memoriam (2000) - The Serpent's Gold (2004) - In Memorium (1990) - Demo#2 (1991) | - Anniversary (2011) - Soul Sacrifice (1992) - Grim Luxuria (1993) - Twilight Songs (1993) - Cosmic Requiem (1994) - Statik Majik (1994) - In Memorium (1994) - Hopkins (The Witchfinder General) (1996) - Gargoylian (2001) - A New Ice Age (2011) - Rock Hard Presents: Gods of Grind (1991) - Cutting Through Columbia Hard Music (1992) - Gods of Grind (1992) - New Metal Messiahs! (1995) |

## Videografia
Vídeo
- Our God Has Landed (2001)

Videoclipes
- 1991 – "Ebony Tears"
- 1992	 – "Autumn Twilight"
- 1993 – 	"Midnight Mountain"
- 1993	 – "Ride"
- 1994 – 	"Cosmic Funeral"
- 1995 – 	"Hopkins (The Witchfinder General)"
- 1996	 – "Stained Glass Horizon"
- 1999	 – "Black Sunday"
- 2013 – 	"Tower Of Silence"